# Tarazed
Tarazed o Tarazet (γ Aquilae / γ Aql / 50 Aquilae / HIP 97278) es la segunda estrella más brillante de la constelación de Aquila, detrás de Altair (α Aquilae), con magnitud aparente +2,72. Su nombre proviene del persa Šāhīn tarāzū, término que designaba al asterismo formado por α, β y γ Aquilae. También recibe el nombre, menos utilizado, de Reda.
Tarazed es una gigante luminosa naranja de tipo espectral K3 II. Con una luminosidad de 2960 soles, corregida por la radiación infrarroja emitida desde su fría superficie a 4100 K, es una estrella intermedia entre una gigante ordinaria y una supergigante. Su radio es 110 veces más grande que el radio solar, por lo que, si estuviese en el centro del sistema solar, al ser observada desde la Tierra ocuparía 60° en el cielo. Es una fuente de rayos X y se distingue por ser una estrella de «cromosfera híbrida», al igual que Hassaleh (ι Aurigae); posee tanto las características de gigantes luminosas con vientos estelares fríos, como las de estrellas menos luminosas con capas externas calientes como las del Sol.
Situada a una distancia de unos 460 años luz, su edad aproximada es de poco más de 100 millones de años. Probablemente en su núcleo se produce la fusión de helio en carbono y, en última instancia, dicho núcleo se convertirá en una enana blanca.